# Patkovača
Patkovača (en serbe cyrillique : Патковача) est une localité de Bosnie-Herzégovine. Elle est située sur le territoire de la ville de Bijeljina et dans la république serbe de Bosnie. Selon les premiers résultats du recensement bosnien de 2013, elle compte 2 728 habitants.

## Géographie
La localité est située au sud de Bijeljina.

## Démographie

### Évolution historique de la population dans la localité
| 1948 | 1953 | 1961 | 1971 | 1981 | 1991 | 2013  |
| ---- | ---- | ---- | ---- | ---- | ---- | ----- |
| 525  | 559  | 612  | 566  | 594  | 646  | 2 728 |

|  |

### Communauté locale
En 1991, la communauté locale de Patkovača comptait 920 habitants, répartis de la manière suivante :